# Svenska studiecentralen
Svenska studiecentralen (SSC, grundad 1976 som Studiecentralen Svenska studieförbundet) i Helsingfors upprätthålls sedan 1978 av Svenska folkskolans vänner tillsammans med Svenska studieförbundet (SSF). 
SSC är en av de 11 studiecentralerna i Finland, som har till uppgift att förverkliga folkbildningens idé om aktivt medborgarskap genom civilsamhället. SSC har sin kärnverksamhet inom utbildning och organisationsutveckling via medlemsorganisationerna i SSF, vartill kommer lokal utveckling och projektverksamhet lokalt och regionalt i Svenskfinland samt verkstadsnätverket genom SVEPS (Svenska produktionsskolan) i huvudstadsregionen och Resurscentret Föregångarna i Vasa. 
SSC organiserar med statsbidrag från undervisningsministeriet studiecirkel-, kurs- och projektverksamhet, utger tidningen Mentora (sedan 2001) samt producerar eget studiematerial i form av handböcker. Regionkanslier med studiesekreterare finns i Österbotten (Vasa) och Åboland (Åbo).